# Margaret Peterson Haddix
Margaret Peterson Haddix (sinh ngày 9 tháng 4 năm 1964) là tác giả người Hoa Kỳ của nhiều loại sách khác nhau, một trong những quyển sách hay nhất của cô là the Missing series và Shadow Children sequence. Hiện giờ cô đang viết về tập cuối cùng của bộ sách giáo dục tên là 39 Clues. Quyển sách sẽ được phát hành và phân phát ngày 1 tháng 9 năm 2010 tại Hoa Kỳ.

## Tiểu sử
Margaret Haddix được sinh gần Washington Court House, Ohio, nông trại là nơi cô ấy sống.
Cô ta của trao tặng giải tài năng về mỹ thuật trong viết văn và báo chí khi còn học ở trường trường đại học Miami trong năm 1986. Cô ấy làm việc tại với nghề báo với chức vụ người biên tập viên và phóng viên nhà báo trong Fort Wayne, Indiana; và là giảng viên Trường Cao đẳng Cộng đồng và nhà báo độc lập ở Danville, Illinois. Haddix và chồng cô ấy tên Doug, cũng là nhà báo biên tập viên, hiện đang sống ở Columbus, Ohio, với hai đứa con, Meredith và Connor.
Vào năm 2004, Haddix và nhà xuất bản của cô, Simon & Schuster, đe dọa kiện nhà làm phim M. Night Shyamalan với bộ phim The Village vì phim đó có cốt truyện tương tự như cuốn tiểu thuyết đầu tiên của cô Running Out of Time. Nhà làm phim có nói là những sự sống nhau không hề có giá trị gì cả.

## Sách
Các quyển sách đã được phát hành viết bởi Haddix.
- Running Out of Time (1995)
- Don't You Dare Read This, Mrs. Dunphrey (1996)
- Leaving Fishers (1997)
- Just Ella (1999)
- Shadow Children Sequence
  - Among the hidden (1998)
  - Among the Impostors (2001)
  - Among the Betrayed (2002)
  - Among the Barons (2003)
  - Among the Brave (2004)
  - Among the Enemy (2005)
  - Among the Free (2006)
- Turnabout (2000)
- The Girl With 500 Middle Names (2001)
- Takeoffs and Landings (2001)
- Because of Anya (2002)
- Escape From Memory (2003)
- Say What (2004)
- The House on the Gulf (2004)
- Double Identity (2005)
- Dexter the Tough (2007)
- Uprising (2007)
- The Missing series
  - Found (Book 1) (2008)
  - Sent (Book 2) (2009)
  - Sabotaged (Book 3) (tháng 8 năm 2010)[5]
- Palace of Mirrors (2008)
- Claim to Fame (2009)

## Giải thưởng
Những quyển sách của Margaret Haddix đã được tôn vinh với Hiệp hội quốc tế về sự đọc giải thưởng sách con nít, được cho là một trong những quyển sách hay nhất cho người lớn và sự chọn lọc nhạy cảm làm cho người trẻ (tỏ ra) miễn cưỡng khi đọc sách người lớn trong thư viện tên American Library Association, và là một trong những quyển sách chọn lọc trong 28 tiểu bang.